# Perdikkas (diadoch)
Perdikkas (Oudgrieks: Περδίκκας; overleden mei/juni 321 v.Chr.) was generaal in het leger van Alexander de Grote. Na diens dood (323 v.C.) werd hij regent van het Macedonische Rijk en een van de diadochen.

## Macedonische rijksregent
Na de dood van Alexander de Grote in 323 v.C. regeert Perdikkas, ex-generaal van Alexander, als regent voor koning Philippos Arrhidaios, een halfbroer van Alexander; en na de geboorte van Alexander IV van Macedonië (de zoon van Alexander de Grote) voor hem én Philippos III. 
Perdikkas stelt Ptolemaeus I Soter I, ook ex-veldheer van Alexander de Grote, aan als satraap (= gouverneur) van Egypte, in naam van de koningen Alexander IV en Philippos III.
Perdikkas werd de nietsontziende grootvizier van Babylon. Hij dicteerde het centraal gezag, terwijl generaals overal satrapieën overnamen. Iedereen - Perdikkas inbegrepen - was erop uit zo veel mogelijk van de buit voor zichzelf binnen te halen. Het ideaal van Alexander leefde alleen maar bij de Griek Eumenes van Cardië, die zich op de Babylonische kanselarij met financiën bezighield. De schoonvader van Perdikkas, Atrobates (satraap) stelde zich tevreden met een uithoek van het Medenrijk: Atropatene.

## Veldtocht tegen Ptolemaeus I
Het duurde dan ook niet lang of de diadochen raakten met elkaar slaags. Toen Perdikkas met een groot leger naar Egypte trok om de ongehoorzame landvoogd Ptolemaeus I Soter te bestraffen, liet die het niet op een grote slag aankomen. Ptolemaeus hield Perdikkas net zo lang bezig tot die uitgeput raakte. De soldaten van Perdikkas, die iets anders verwacht hadden, brachten hun eigen aanvoerder om. Hij werd vermoord door Seleucus, de generaal van de ruiterij.
- Gemeinsame Normdatei: 130522341
- International Standard Name Identifier: 0000 0000 8771 6466
- Library of Congress Control Number: n2006014162
- Nationale Bibliotheek van Tsjechië: jx20060302004
- Nationale Bibliotheek van Israël: 987007378257605171
- Nederlandse Thesaurus van Auteursnamen: 290918499
- Réseau des bibliothèques de Suisse occidentale: 02-A011871142
- LIBRIS: 262758
- Système universitaire de documentation: 098651218
- Virtual International Authority File: 30648003
- WorldCat: E39PBJvmJGr3XcCp9CPb8mXKh3

Philippus' generaals
Attalus · Parmenion · Antipater · Eumenes
Somatophylax (Alexanders lijfwacht)
Aristonous · Arybas · Balacrus · Demetrius · Lysimachus · Ptolemaeus (zoon van Seleucus) · Peithon · Hephaestion · Menes · Leonnatus · Perdiccas · Ptolemaeus · Peucestas
Satrapen na de Rijksdeling van Babylon
Antipater (Macedonië en Griekenland · Philo (Illyrië) · Lysimachus (Thracië) · Leonnatus (Frygië) · Antigonos(Frygië aan de Hellespont) · Asander (Karië) ·Nearchos (Lycië en Pamphylië) · Menander (Lydië) · Philotas (Cilicië) · Eumenes (Cappadocië en Paphlagonië) · Ptolemaeus (Egypte) · Laomedon van Mytilene (Syrië) · Neoptolemus (Armenië) · Peucestas (Babylonië) · Arcesilaus (Mesopotamië) · Peithon (Medië) · Tlepolemus (Perzië) · Nicanor (Parthië) · Antigenes (Susiana) · Archon (Pelasgia) · Philippus (Hyrcanië) · Stasanor (Arië en Drangiana) · Sibyrtius (Arachosië en Gedrosië) · Amyntas (Bactrië) · Scythaeus (Sogdiana)
Satrapen na de Rijksdeling van Triparadisus
Antipater (Macedonië en Griekenland) · Lysimachus (Thracië) · Arrhidaeus (Frygië aan de Hellespont) · Antigonos (Frygië, Lycië en Pamphylië) · Cassander (Carië) · Clitus de Witte (Lydië) · Philoxenus (Cilicië) · Nicanor (Cappadocië en Paphlagonië) · Ptolemaeus (Egypte) · Laomedon van Mytilene (Syrië) · Peucestas (Perzië) · Amphimachus (Mesopotamië) · Peithon (Medië) · Tlepolemus (Carmanië) · Philippus (Parthië) · Antigenes (Susiana) · Seleucus (Babylonië) · Stasanor (Bactrië en Sogdiana) · Stasander (Arië en Drangiana) · Sibyrtius (Arachosië en Gedrosië)
Cavaleriegeneraals
Perdiccas · Hephaestion · Philotas · Ptolemaeus · Clitus de Zwarte · Antigonos · Lysimachus · Menander · Leonnatus · Laomedon van Mytilene · 
Neoptolemus · Erigyius · Aretes · Ariston van Paionia
Infanteriegeneraals
Meleager · Craterus · Seleucus · Polyperchon · Antigenes · Coenus · Ptolemaeus (zoon van Seleucus)
Andere generaals
Alcetas · Amphimachus · Amyntas ·  Arcesilaus · Archon · Asander · Clitus de Witte · Nearchus · Nicanor · Nicanor · Peithon · Peucestas · Philippus · Philo · Philotas · Philoxenus · Scythaeus · Sibyrtius · Stasanor · Stasander · Tlepolemus